# 斑喉蜂鸟
，是雨燕目蜂鸟科的一种鸟类。
斑喉蜂鸟体重约6.4克，翼长约69.6毫米，嘴峰长约27.7毫米，喙宽度约2.6毫米，喙厚度约2毫米，跗蹠长约5.8毫米，尾长约40.2毫米。斑喉蜂鸟在其分布区内为留鸟，其栖息在半开放的灌木丛中，食性为草食性，主要食物来源是植物的花蜜。
斑喉蜂鸟分布于秘鲁北部和厄瓜多尔极南部。该物种是单型物种，没有亚种分化。